# Nukleární kufřík
Nukleární kufřík, též jaderný kufřík, je označení používané pro komunikační zařízení, sloužící k autorizaci použití jaderných zbraní. Disponuje jím hlava vlády (prezident, premiér), případně další vysocí vládní činitelé (viceprezident, ministr obrany) příslušné jaderné velmoci. Existence takového kufříku je ale experty považována za přežitou a nebezpečnou.

## USA

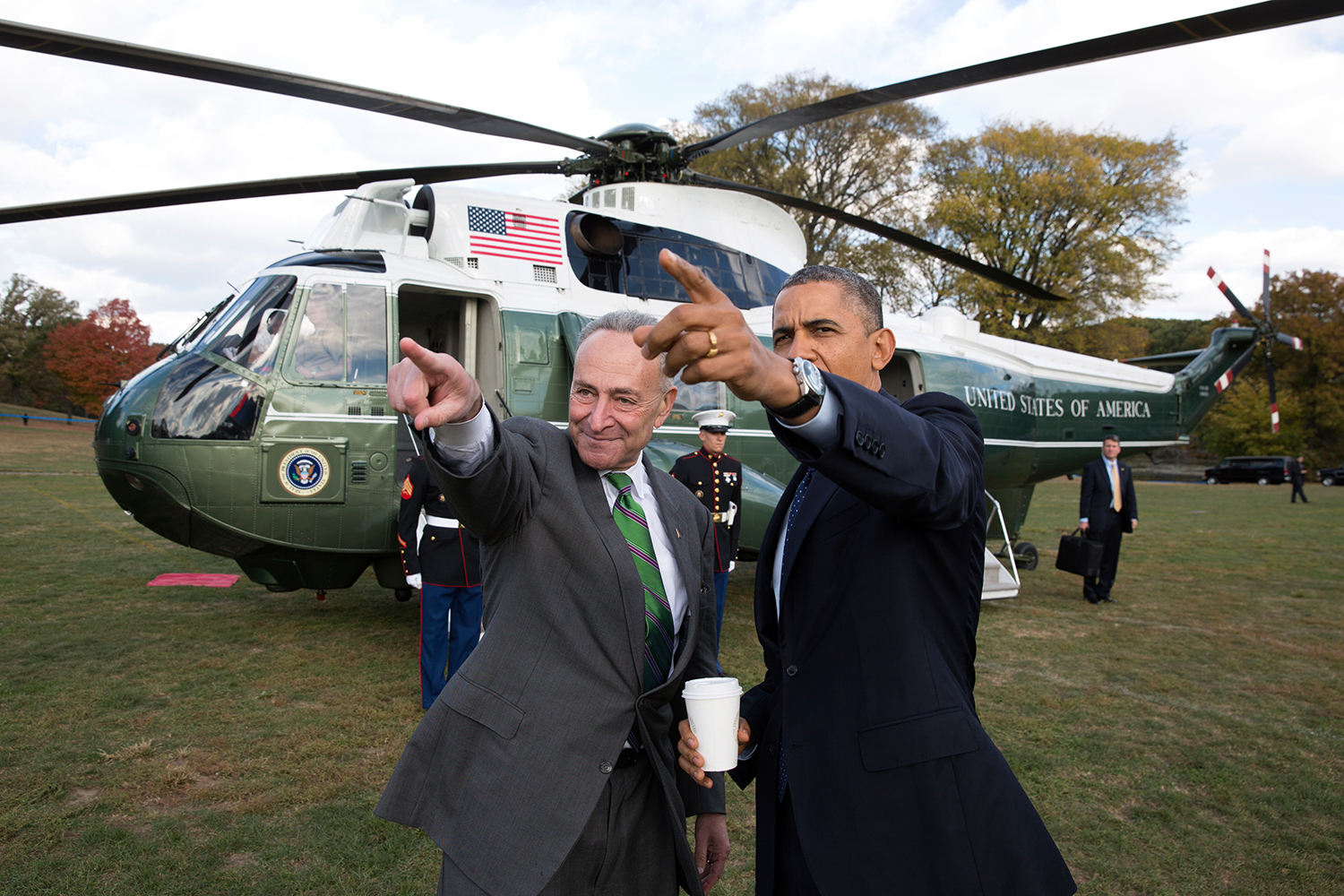
Americký prezident Obama a senátor Schumer, v pozadí stojí důstojník s nukleárním kufříkem

Prezident USA je z pozice vrchního velitele ozbrojených sil jedinou osobou, která může autorizovat použití jaderných zbraní. Z tohoto důvodu je vždy doprovázen důstojníkem, který nese kovový kufřík v černé kožené tašce, přezdívaný „nuclear football“. Ten obsahuje kartičku s autentizačními kódy, zařízení pro komunikaci s Pentagonem a několik souvisejících dokumentů (procedury pro různé situace, seznam tajných míst, kam se v případě jaderného útoku může ukrýt prezident a vláda, protokoly pro nouzové vysílání). V případě, že prezident vydá rozkaz k jadernému útoku, musí být nejprve pozitivně ověřen pomocí autentizačního kódu, následně je rozkaz potvrzen ministrem obrany. Poté jsou vydány rozkazy příslušným útvarům, které jsou znovu ověřeny. Celá procedura trvá řádově několik minut.

## Rusko

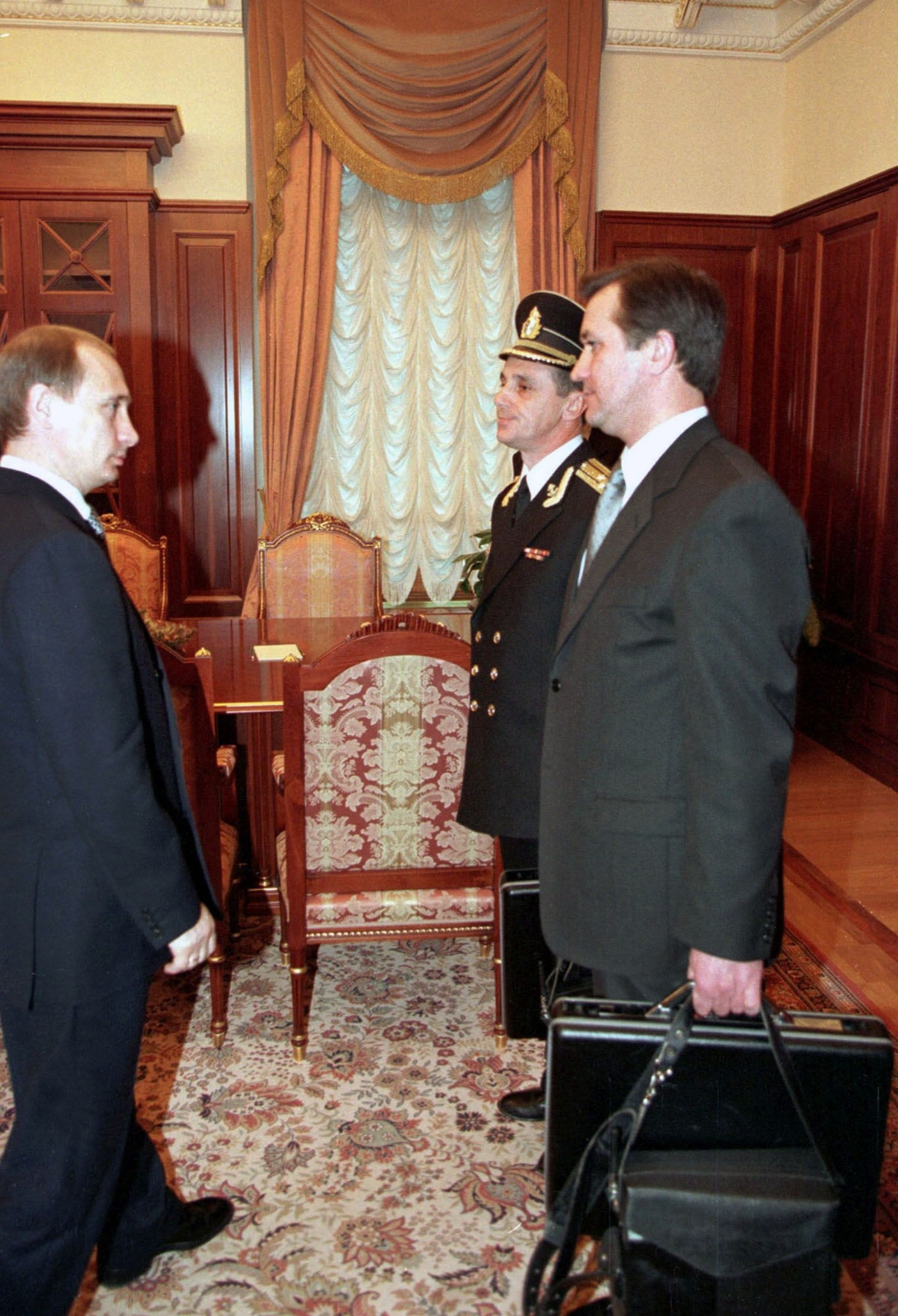
Vladimir Putin přebírá nukleární kufřík po rezignaci Borise Jelcina (31. 12. 1999)

Obdobný kufřík jako americký prezident využívá jeho ruský protějšek. Zde se nazývá Čeget (Чегет) a je součástí systému Kavkaz (Кавказ) pro komunikaci mezi vrchními vládními představiteli a systému Kazbek (Казбек) pro kontrolu Raketových vojsk strategického určení Ozbrojených sil Ruské federace.

## Francie
Podobným kufříkem, obsahujícím zařízení pro komunikaci s ozbrojenými silami, disponuje i francouzský prezident.

## Ve filmu
Jaderný konflikt je častým tématem v akčních filmech, proto se nukleární kufřík vyskytuje i v některých dílech, například:
- Mrtvá zóna (1983)
- Top secret (1997)
- Salt (2010)
- Mission: Impossible – Ghost Protocol (2011)